# The Pursuit of Happiness (film, 1971)
Ne doit pas être confondu avec À la recherche du bonheur.
Pour plus de détails, voir Fiche technique et Distribution.
The Pursuit of Happiness est un film américain de Robert Mulligan, sorti en 1971

## Synopsis
Aux États-Unis, en cette fin des années contestataires sixties, l’étudiant William Popper paraît se défaire de son militantisme libertaire. Pas du tout matérialiste et sans ambition, William cohabite dans un modeste studio avec sa petite amie Jane Kaufmann, étudiante elle aussi, et son bonheur semble résider dans cette vie au jour le jour. Incité par sa tante Ruth, William part en voiture pour rendre visite à son père veuf qui vit en ermite dans une petite ville du New Jersey. Mais à cause du manque de visibilité, car il pleut à verse ce soir-là, William renverse une vieille dame qui meurt de ses blessures. Les évènements s’enchaînent négativement pour William auquel la police et les tribunaux reprochent d’être négligent vis-à-vis de la législation (notamment à cause de son permis de conduire périmé, de contraventions impayées et de sa voiture mal entretenue). Bien que son père ait sollicité l’aide des juristes de la famille (beau-frère et neveu), William fait fi de leurs recommandations conventionnelles et se voit ainsi sévèrement condamné : un an d’emprisonnement suivi d’une peine d'intérêt général. En prison, pour avoir sympathisé avec un noir homosexuel puis témoigné lorsque celui-ci est mortellement agressé, le procureur soupçonne William d’inclinaisons qui tendent à aggraver sa culpabilité. Écœuré par ces accusations qu’il juge humainement indignes, et alors qu’il doit être prochainement libéré, William s’évade à la faveur d’une fenêtre restée ouverte dans les toilettes du tribunal. Avec Jane, ils décident de se réfugier au Canada. William sollicite l’aide financière de sa grand-mère, mais refuse d’être son héritier, de la même façon qu’il refuse de se rendre à la police comme le lui conseillent son oncle et son cousin. Après avoir fait ses adieux à son père et grâce à l’argent de sa grand-mère, puis avec l’aide de son ami Malvin, William part en voiture avec Jane en direction du Canada. Mais leur véhicule tombe en panne et l’urgence les contraint à s’embarquer dans petit avion privé. Encore une fois, le destin commande et ils n’ont pas d’autre choix que de s’expatrier au Mexique, mais cela ne semble pas affecter William qui n’a jamais demandé autre chose que de vivre librement avec Jane.

## Fiche technique
- Titre original : The Pursuit of Happiness
- Titre français : The Pursuit of Happiness
- Réalisation : Robert Mulligan
- Scénario : Jon Boothe et George Sherman d’après le roman de Thomas Rogers, The Pursuit of Happiness (1968)
- Direction artistique : George Jenkins
- Décors : Ben Rutter
- Costumes : Ann Roth
- Photographie : Dick Kratina
- Son : Arthur Piantadosi, Dennis Maitland
- Montage : Folmar Blangsted
- Musique : Dave Grusin
- Chansons : composées et interprétées par Randy Newman
- Production : David Susskind
- Sociétés de production : Talent Associates (États-Unis), Norton Simon Productions (États-Unis)
- Société de distribution : Columbia Pictures (États-Unis)
- Pays d’origine :  États-Unis
- Langue : anglais
- Format : 35 mm — couleur (Eastmancolor) — 1.85:1 — monophonique
- Genre : drame
- Durée : 93 min
- Date de sortie :
  - États-Unis : 23 février 1971
- (États-Unis) Classification MPAA : PG (Parental Guidance Suggested), accord parental souhaitable[1]
- Inédit dans les salles françaises

## Distribution
- Michael Sarrazin : William Popper, étudiant
- Barbara Hershey : Jane Kauffman, étudiante, petite amie de William
- Robert Klein : Melvin Lasher, étudiant, ami de William
- Arthur Hill : John Popper, le père de William
- Ruth White : la grand-mère Popper
- E. G. Marshall : Daniel Lawrence, l'oncle de William
- Sada Thompson : Ruth Lawrence, la tante de William
- David Doyle : le sénateur James Moran, compagnon de cellule de William
- Peter White : Terence Lawrence, le cousin de William
- William Devane : le pilote de l'avion
- Rue McClanahan : Madame O'Mara, fille de la défunte

## Tournage
- Période prises de vue : mi-août à mi-novembre 1969
- Intérieurs : Filmways Studio (New York)
- Extérieurs : New York et New Jersey
- La production est lancée en 1968 avec un casting incluant l'actrice Ruth Gordon dans le rôle de la grand-mère de William. Mais à la suite de son désaccord avec le réalisateur Robert Mulligan, Ruth Gordon se désiste et la production est interrompue jusqu'à ce qu’on lui trouve une remplaçante[2], en l'occurrence Ruth White dont ce sera la dernière apparition à l'écran (décédée le 3 décembre 1969)[3].
- L’« orientation des jeunes »[4], dans le scénario, a également interrompu la production durant plus d’un an. C’est avec un scénario considérablement remanié que la production a repris[2].

## Vidéo
- (en) The Pursuit of Happiness de Robert  Mulligan, Sony Pictures, 2009, 1 DVD, NTSC, zone 1, sous-titres en anglais, 93 min